# Nuoto ai Giochi della XXXI Olimpiade - 100 metri farfalla maschili
La gara dei 100 metri farfalla maschili dei Giochi della XXXI Olimpiade si è svolta l'11 e il 12 agosto 2016.

## Record
Prima della competizione, i record olimpici e mondiali erano i seguenti:
| Record mondiale | 49"82 | Michael Phelps Stati Uniti | 1 agosto 2009 Roma, Italia   |
| Record olimpico | 50"58 | Michael Phelps Stati Uniti | 16 agosto 2008 Pechino, Cina |

Durante l'evento sono stati migliorati i seguenti record:
| Data      | Evento | Atleta           | Nazione   | Tempo | Record          |
| --------- | ------ | ---------------- | --------- | ----- | --------------- |
| 12 agosto | Finale | Joseph Schooling | Singapore | 50"39 | Record olimpico |

## Risultati

### Batterie
| Posizione | Batteria | Corsia | Nome                    | Nazionalità                  | Tempo   | Note |
| --------- | -------- | ------ | ----------------------- | ---------------------------- | ------- | ---- |
| 1         | 6        | 5      | Joseph Schooling        | Singapore                    | 51.41   | Q    |
| 2         | 4        | 4      | László Cseh             | Ungheria                     | 51.52   | Q    |
| 3         | 5        | 5      | Tom Shields             | Stati Uniti                  | 51.58   | Q    |
| 4         | 6        | 4      | Michael Phelps          | Stati Uniti                  | 51.60   | Q    |
| 5         | 5        | 3      | Mehdy Metella           | Francia                      | 51.71   | Q    |
| 6         | 4        | 3      | Piero Codia             | Italia                       | 51.72   | Q    |
| 7         | 5        | 4      | Chad le Clos            | Sudafrica                    | 51.75   | Q    |
| 8         | 3        | 5      | James Guy               | Regno Unito                  | 51.78   | Q    |
| 8         | 6        | 3      | Li Zhuhao               | Cina                         | 51.78   | Q    |
| 10        | 4        | 5      | Konrad Czerniak         | Polonia                      | 51.81   | Q    |
| 10        | 5        | 7      | David Morgan            | Australia                    | 51.81   | Q    |
| 12        | 6        | 1      | Grant Irvine            | Australia                    | 51.84   | Q    |
| 13        | 6        | 2      | Aleksandr Sadovnikov    | Russia                       | 51.91   | Q    |
| 14        | 2        | 4      | Santo Condorelli        | Canada                       | 51.99   | Q    |
| 15        | 4        | 6      | Evgeny Koptelov         | Russia                       | 52.01   | Q    |
| 16        | 3        | 7      | Quah Zheng Wen          | Singapore                    | 52.08   | Q    |
| 17        | 4        | 7      | Jérémy Stravius         | Francia                      | 52.10   |      |
| 18        | 4        | 1      | Steffen Deibler         | Germania                     | 52.14   |      |
| 19        | 3        | 8      | Luis Martínez           | Guatemala                    | 52.22   |      |
| 20        | 6        | 7      | Takurō Fujii            | Giappone                     | 52.36   |      |
| 21        | 3        | 4      | Henrique Martins        | Brasile                      | 52.42   |      |
| 22        | 5        | 1      | Joeri Verlinden         | Paesi Bassi                  | 52.48   |      |
| 23        | 3        | 2      | Liubomyr Lemeshko       | Ucraina                      | 52.51   |      |
| 24        | 4        | 8      | Santiago Grassi         | Argentina                    | 52.56   |      |
| 25        | 5        | 2      | Matteo Rivolta          | Italia                       | 52.67   |      |
| 26        | 5        | 8      | Bence Pulai             | Ungheria                     | 52.73   |      |
| 27        | 3        | 1      | Zhang Qibin             | Cina                         | 52.84   |      |
| 28        | 4        | 2      | Pavel Sankovič          | Bielorussia                  | 53.00   |      |
| 29        | 6        | 8      | Albert Subirats         | Venezuela                    | 53.23   |      |
| 30        | 2        | 5      | Ryan Pini               | Papua Nuova Guinea           | 53.24   |      |
| 30        | 6        | 6      | Yauhen Tsurkin          | Bielorussia                  | 53.24   |      |
| 32        | 3        | 6      | Long Yuan Gutiérrez     | Messico                      | 53.34   |      |
| 33        | 5        | 6      | Paweł Korzeniowski      | Polonia                      | 53.71   |      |
| 34        | 3        | 3      | Marcos Macedo           | Brasile                      | 53.87   |      |
| 35        | 2        | 3      | Glenn Victor Sutanto    | Indonesia                    | 54.25   |      |
| 36        | 2        | 6      | Abbas Qali              | Independent olympic athletes | 54.63   |      |
| 37        | 2        | 8      | Anthonny Sitraka Ralefy | Madagascar                   | 54.72   |      |
| 38        | 2        | 1      | Ralph Goveia            | Zambia                       | 54.84   |      |
| 39        | 2        | 2      | Allan Gutiérrez Castro  | Honduras                     | 55.20   |      |
| 40        | 2        | 7      | Rami Anis               | Refugee olympic team         | 56.23   |      |
| 41        | 1        | 4      | Oumar Toure             | Mali                         | 57.56   |      |
| 42        | 1        | 5      | Hannibal Gaskin         | Guyana                       | 58.57   |      |
| 43        | 1        | 3      | Thint Myaat             | Birmania                     | 1:02.54 |      |

### Semifinali
| Posizione | Semifinale | Corsia | Nome                 | Nazionalità | Tempo | Note |
| --------- | ---------- | ------ | -------------------- | ----------- | ----- | ---- |
| 1         | 2          | 4      | Joseph Schooling     | Singapore   | 50.83 | Q    |
| 2         | 2          | 6      | Chad le Clos         | Sudafrica   | 51.43 | Q    |
| 3         | 2          | 2      | Li Zhuhao            | Cina        | 51.51 | Q    |
| 4         | 1          | 4      | László Cseh          | Ungheria    | 51.57 | Q    |
| 5         | 1          | 5      | Michael Phelps       | Stati Uniti | 51.58 | Q    |
| 6         | 2          | 5      | Tom Shields          | Stati Uniti | 51.61 | Q    |
| 7         | 2          | 1      | Aleksandr Sadovnikov | Russia      | 51.71 | Q    |
| 8         | 2          | 3      | Mehdy Metella        | Francia     | 51.73 | Q    |
| 9         | 2          | 7      | David Morgan         | Australia   | 51.75 |      |
| 10        | 1          | 2      | Konrad Czerniak      | Polonia     | 51.80 |      |
| 11        | 1          | 3      | Piero Codia          | Italia      | 51.82 |      |
| 12        | 1          | 1      | Santo Condorelli     | Canada      | 51.83 |      |
| 13        | 1          | 7      | Grant Irvine         | Australia   | 51.87 |      |
| 14        | 1          | 6      | James Guy            | Regno Unito | 52.10 |      |
| 15        | 1          | 8      | Quah Zheng Wen       | Singapore   | 52.26 |      |
| 16        | 2          | 8      | Evgeny Koptelov      | Russia      | 52.50 |      |

#### Finale
| Posizione | Corsia | Nome                 | Nazionalità | Tempo | Note            |
| --------- | ------ | -------------------- | ----------- | ----- | --------------- |
| Oro       | 4      | Joseph Schooling     | Singapore   | 50.39 | Record olimpico |
| Argento   | 2      | Michael Phelps       | Stati Uniti | 51.14 |                 |
| Argento   | 5      | Chad le Clos         | Sudafrica   | 51.14 |                 |
| Argento   | 6      | László Cseh          | Ungheria    | 51.14 |                 |
| 5         | 3      | Li Zhuhao            | Cina        | 51.26 |                 |
| 6         | 8      | Mehdy Metella        | Francia     | 51.58 |                 |
| 7         | 7      | Tom Shields          | Stati Uniti | 51.73 |                 |
| 8         | 1      | Aleksandr Sadovnikov | Russia      | 51.84 |                 |